# University Link
University Link je budoucí 5,1 km dlouhé prodloužení systému linek rychlodrážní tramvaje Link Light Rail společnosti Sound Transit v Seattlu, v americkém státě Washington. Jeho úkolem bude spojení centra města s University of Washington přes čtvrť Capitol Hill. Stavbu linky schválila federální správa hromadné dopravy v listopadu 2006. Stavba samotná začala ke konci roku 2008 a skončí v roce 2016.

## Historie
Společnost Sound Transit požádala v srpnu 2005 o federální dotaci v hodnotě 750 milionů dolarů k postavení linky spojující centrum Seattlu, čtvrť Capitol Hill a University of Washington bez zvýšení místních daní. V listopadu téhož roku byl projekt ohodnocen federální správou hromadné dopravy (FTA) nejlepším možným způsobem a o rok později byl stejným orgánem schválen. Veřejnosti to tehdy oznámily tehdejší ministryně dopravy Mary Peters a senátorka Patty Murray. V lednu 2008 FTA oznámila, že pokryje celkem 830 milionů dolarů z 877, kterých byly nakonec k výstavbě potřeba, jelikož původní částka nezahrnovala dříve neočekávanou cenu konstrukce tunelů.

## Popis trasy
Linka je svou celou délkou pod zemí, a to v University Link Tunnelu, jenž byl postaven pro ní. Svůj začátek bude mít na nejsevernější zastávce linky Central Link, pod obchodním centrem Westlake Center. Dále bude pokračovat severovýchodně ke své první zastávce, jenž se bude jmenovat Capitol Hill a nacházet nedaleko parku Cala Andersona a vysoké školy Seattle Central Community College. Odtud bude pokračovat severním směrem ke své konečné, zvané University of Washington, v blízkosti fotbalového stadionu Husky Stadium a turistické/cyklistické stezky Burke-Gilman Trail. Linka měla mít ještě jednu zastávku ve čtvrti First Hill, ale podmínky tamní půdy by zvýšily jak cenu stavby, tak riziko stavby. Místo toho spojí čtvrť tramvajová linka First Hill Streetcar se čtvrtěmi Pioneer Square a International District.

## Stanice
|                                                   | Název stanice            | Rok otevření | Čtvrť               | Místo                                                                              | Nástupiště | Poznámky                                                  |
| ------------------------------------------------- | ------------------------ | ------------ | ------------------- | ---------------------------------------------------------------------------------- | ---------- | --------------------------------------------------------- |
| Spojení s linkou Central Link                     |                          |              |                     |                                                                                    |            |                                                           |
| Downtown Seattle Transit Tunnel                   |                          |              |                     |                                                                                    |            |                                                           |
|                                                   | Westlake                 | 1989         | Centrum             | pod křižovatkou 4th Avenue s Pine Street                                           | Postranní  | Přestup na Seattle Monorail a South Lake Union Streetcar. |
| University Link Tunnel                            |                          |              |                     |                                                                                    |            |                                                           |
|                                                   | Capitol Hill             | 2016*        | Capitol Hill        | pod křižovatkou Broadway s Denny                                                   | Uprostřed  | Přestup na First Hill Streetcar (2014*)                   |
|                                                   | University of Washington | 2016*        | University District | pod křižovatkou Montlake Boulevardu s Northeast Pacific Street, před Husky Stadium | Uprostřed  |                                                           |
| Konec linky; budoucí prodloužení (Northgate Link) |                          |              |                     |                                                                                    |            |                                                           |

- Plánované otevření

## Vybavení
Designem, postavením a doručením nízkopodlažních vozidel a potřebného přídavného vybavení pro University Link byla pověřena japonská firma Kinkisharyo-Mitsui, která již poskytla 35 tramvají pro linku Central Link. University Link získá celkem 27 rychlodrážních tramvají.